# William Stephenson (Seemann)

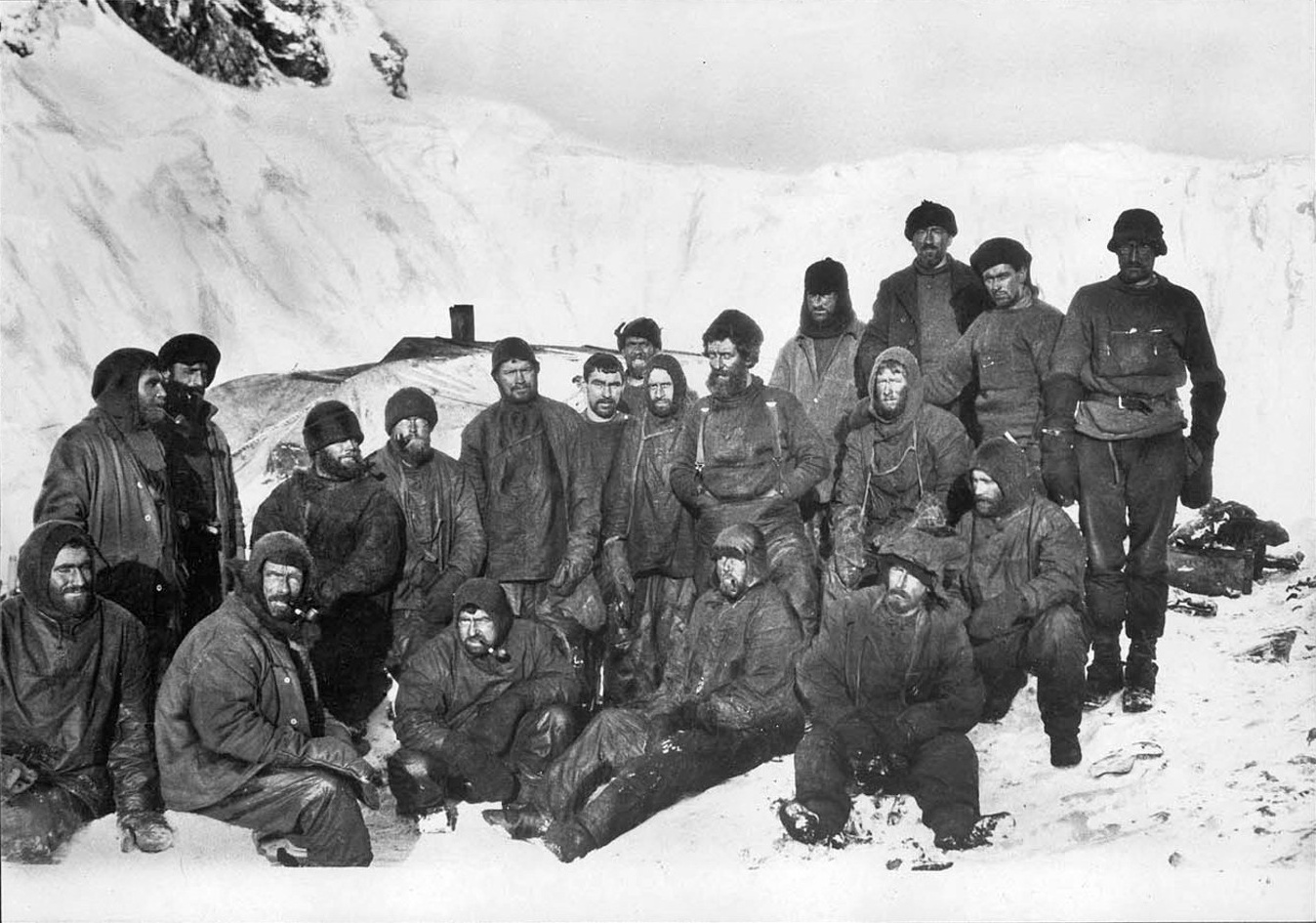
William Stephenson (hintere Reihe, Sechster von rechts) und der Großteil der anderen auf Elephant Island gestrandeten Männer der Endurance-Expedition (1916)

William Henry Stephenson (* 19. April 1889 in Kingston upon Hull; † 19. August 1953 ebenda) war ein britischer Seemann, der an der Endurance-Expedition (1914–1917) des britischen Polarforschers Ernest Shackleton in die Antarktis teilnahm.

## Leben
Stephenson war der Sohn des Malers und Tapezierers Arthur Stephenson und dessen Frau Fanny (geborene Anfield). Er arbeitete zunächst als Fischer an Bord von Trawlern, die in Hull, Grimsby und Bridlington ihren Heimathafen hatten. Im Anschluss daran ging er zu den Royal Marines und war als Offiziersbursche in Chatham tätig. 
Ernest Shackleton wählte ihn als Heizer an Bord der Endurance bei seiner zweiten eigenen Antarktisexpedition, während der sich Stephenson mit seinem Dienstkameraden Ernest Holness befreundete. Sowohl Stephenson als auch Holness wurden später von Shackleton aus nicht bekannten Gründen von der Auszeichnung mit der Polar Medal ausgeschlossen. Kurz bevor das Expeditionsschiff im November 1915 durch Eisdruck leckgeschlagen zu sinken begann, standen Stephenson und Charles Green an der Lenzpumpe. Beide mussten das Schiff als Letzte fluchtartig verlassen, wodurch sie einen Teil ihrer Kleidung verloren. Im April 1916 gehörte Stephenson zur Besatzung des Beiboots Stancomb Wills bei der Überfahrt von der Eiskante des Weddell-Meers nach Elephant Island. Dort verbrachten er und weitere 21 Männer unter der Führung von Frank Wild rund viereinhalb Monate, bis sie am 30. August 1916 durch den Schlepper Yelcho gerettet wurden.
Über Stephensons weiteres Leben ist wenig bekannt; vermutlich kehrte er in den Fischerberuf zurück. Er starb im Alter von 64 Jahren in seinem Geburtsort an den Folgen einer Krebserkrankung. Nach anderer Darstellung starb er bereits 1927 infolge von Komplikationen, die nach einer Operation zur Entfernung von Gallensteinen aufgetreten waren.